# Le Moule
Le Moule (Guadeloupe-Kreolisch: Moul) ist eine Gemeinde mit 22.924 Einwohnern (Stand 1. Januar 2022) im französischen Überseedépartement Guadeloupe. Die Einwohner nennen sich Mouliens. Der Leitspruch im Wappens lautet „MENS AGITAT MOLEM“ (der Geist bewegt die Materie). Die Siedlung entstand im Laufe des 18. Jahrhunderts und befindet sich im Zentrum des östlichen Ufers der Insel Grande-Terre. Daher grenzt die Gemeinde an den Atlantischen Ozean.

## Geschichte
Aufgrund seiner geographischen Lage als einzige Stadt an der Atlantikküste war Le Moule ein wichtiger Exporthafen nach Übersee und wurde lange vor der Gründung von Pointe-à-Pitre von großen Segelschiffen angelaufen, die Rum und Zucker nach Europa brachten. Durch ein oberhalb des Hafens gelegene ehemalige Fort, an das heute eine alte Kanone erinnert, wurden die Engländer wiederholt an der Landung gehindert (1794, 1809). Der Ort wurde durch mehrere Katastrophen vernichtet: 1843 von einem Erdbeben, 1874 von einem Feuer sowie in den Jahren 1928 und 1989 (Hugo) von Zyklonen, bei denen die historische Zeugnisse der blühenden Vergangenheit wie beispielsweise typische kreolische Häuser sind nahezu vollständig zerstört wurden.
Der bedeutende englischsprachige Reiseschriftsteller Patrick Leigh Fermor schreibt in seinem 1950 erschienenen Werk „Der Baum des Reisenden - Eine Fahrt durch die Karibik“ über die Stadt: 
"Unser Weg führte weiter zu dem Dorf Abymes und durch Wiesen, Zuckerrohrfelder und Bananenplantagen in die Stadt Moule. Der Nachmittag war glutheiß, nirgendwo eine Spur von Schatten, und die von staubigen Straßen durchzogene Stadt schien sich nur mit Mühe aufrecht zu halten. Sie war leer wie ein Sarkophag. Der französische Reiseführer beschreibt sie als bedeutendes Zentrum des alten, eleganten kreolischen Lebens, berichtet von Abendgesellschaften, Reiterzügen und üppigen Banketten. Die Rache eines zornigen Gottes muss die Stadt unerbittlich getroffen haben, denn nich einmal die blühendste Phantasie konnte sich in dieser Ansammlung schäbiger Behausungen einen Kronleuchter oder eine gepuderte Perücke vorstellen."
| Bevölkerungsentwicklung Le Moule | Bevölkerungsentwicklung Le Moule | Bevölkerungsentwicklung Le Moule | Bevölkerungsentwicklung Le Moule | Bevölkerungsentwicklung Le Moule | Bevölkerungsentwicklung Le Moule | Bevölkerungsentwicklung Le Moule | Bevölkerungsentwicklung Le Moule |
| -------------------------------- | -------------------------------- | -------------------------------- | -------------------------------- | -------------------------------- | -------------------------------- | -------------------------------- | -------------------------------- |
| Jahr                             | 1961                             | 1967                             | 1974                             | 1982                             | 1990                             | 1999                             | 2014                             |
| Einwohner                        | 15.012                           | 16.111                           | 16.705                           | 15.224                           | 18.054                           | 20.827                           | 22.101                           |

## Infrastruktur
Le Moule verfügt über einen Bootshafen. Zahlreiche Geschäfte verschiedener Branchen haben sich im Ort angesiedelt. Le Moule gehört neben Anse-Bertrand zu den beliebtesten Surf-Spots von Guadeloupe, an dem auch nationale Surfwettbewerbe organisiert werden. Die Küste wird auch von Windsurfern und Kajakfahrern besucht.

## Sehenswürdigkeiten
- Kirche Saint Jean-Baptiste, Monument historique: Die Kirche ist im Jahre 1847 zu Ehren des Propheten Johannes des Täufers erbaut worden, dessen Lebensgeschichte auf vier Gemälden im Chor der Kirche erzählt wird. Die neo-klassizistische Fassade wird durch vier ionische Säulen bestimmt, die einen dreieckigen Giebel tragen. Der Glockenturm ist ein Entwurf es Architekten Ali Tur. In den Buntglasfenstern der Kirche sind die vierzehn Stationen des Kreuzweges dargestellt.
- La maison coloniale de Zévallos, Wohnhaus einer ehemaligen Zuckerplantage, Monument historique
- Mühle St-Guillaume
- Archäologisches Museum Edgar-Clerc
- Rum-Destillerie Damoiseau

## Persönlichkeiten
- Joseph Arame (* 1948), Sprinter

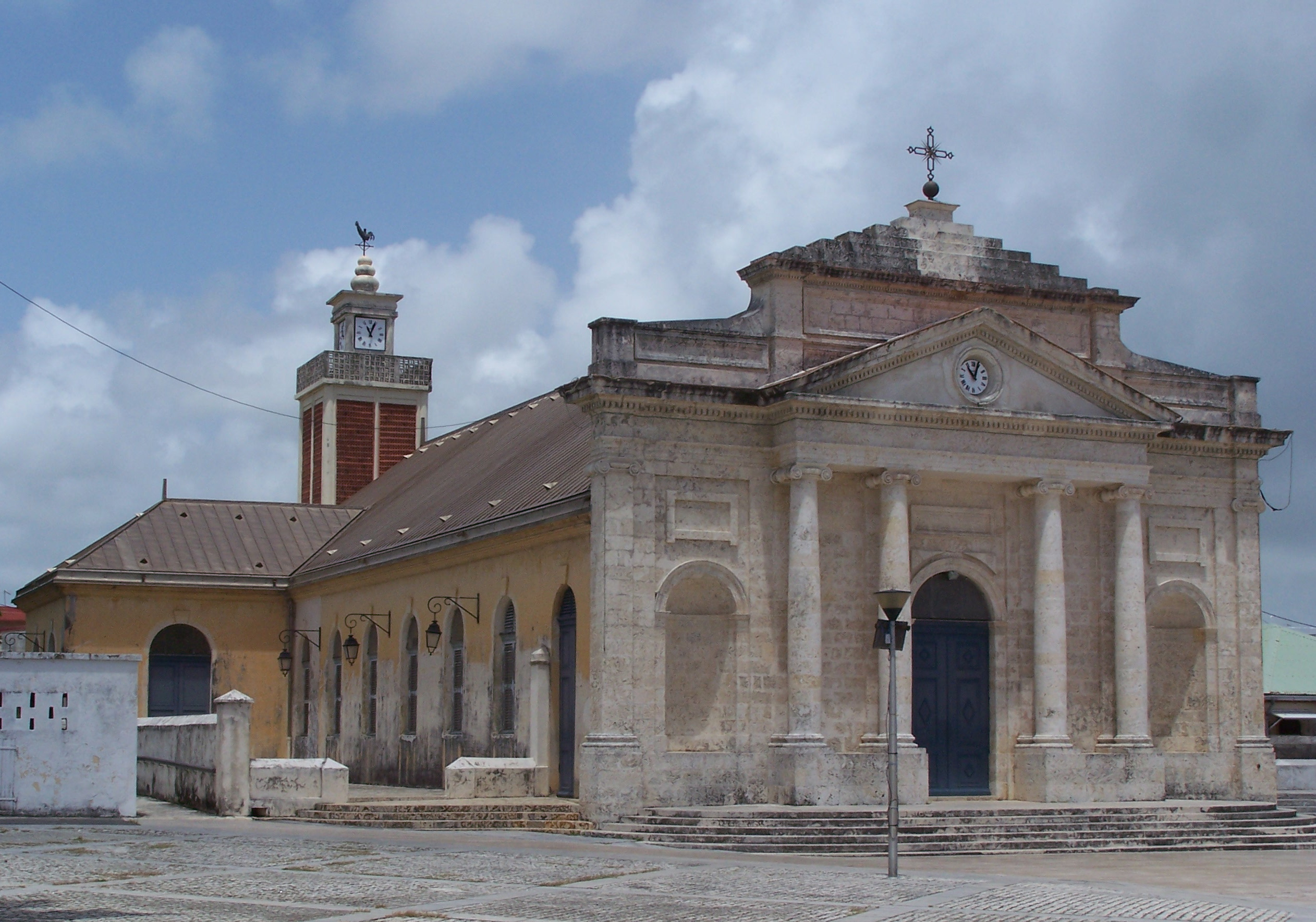
Kirche Saint Jean-Baptiste
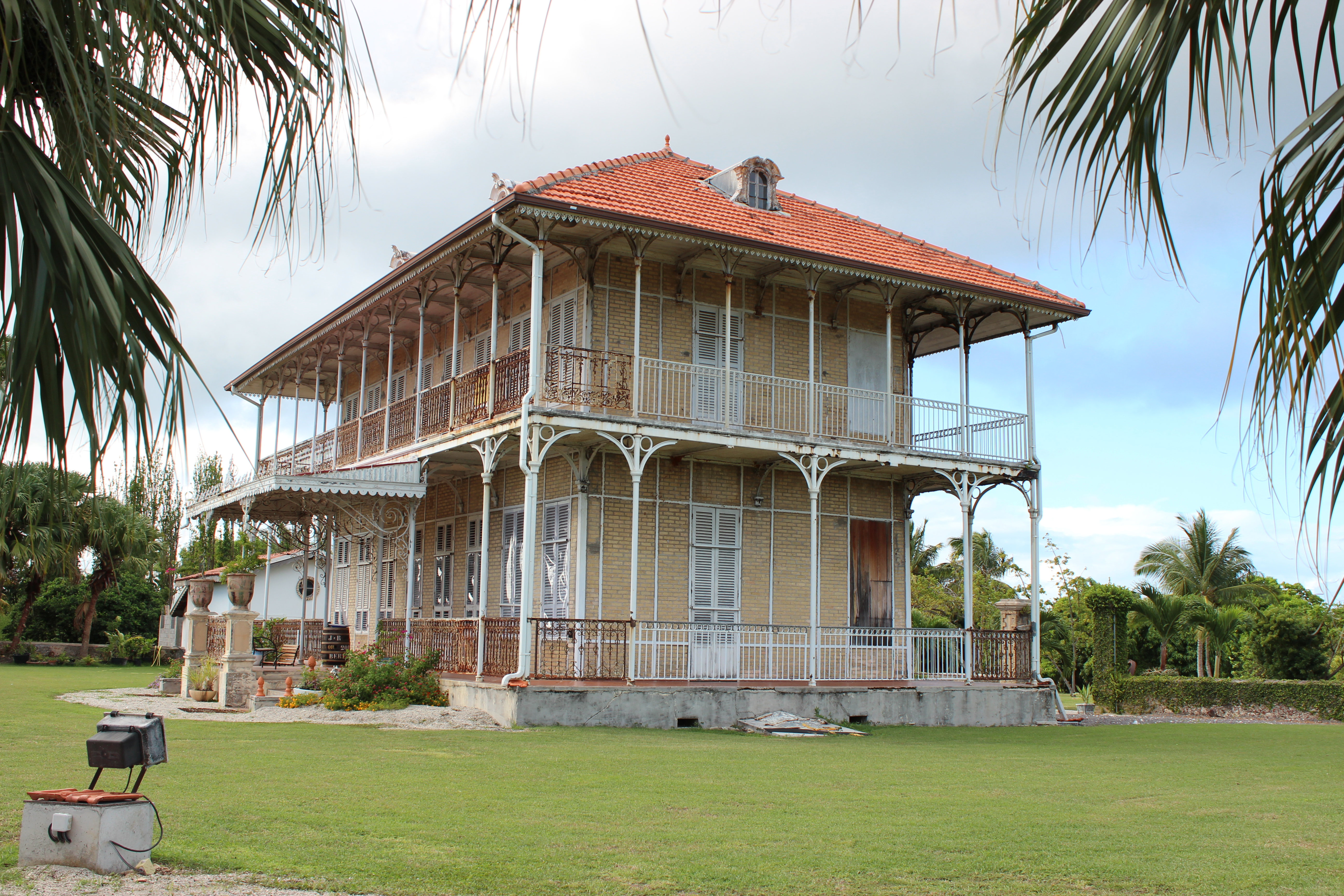
Habitation Zévallos
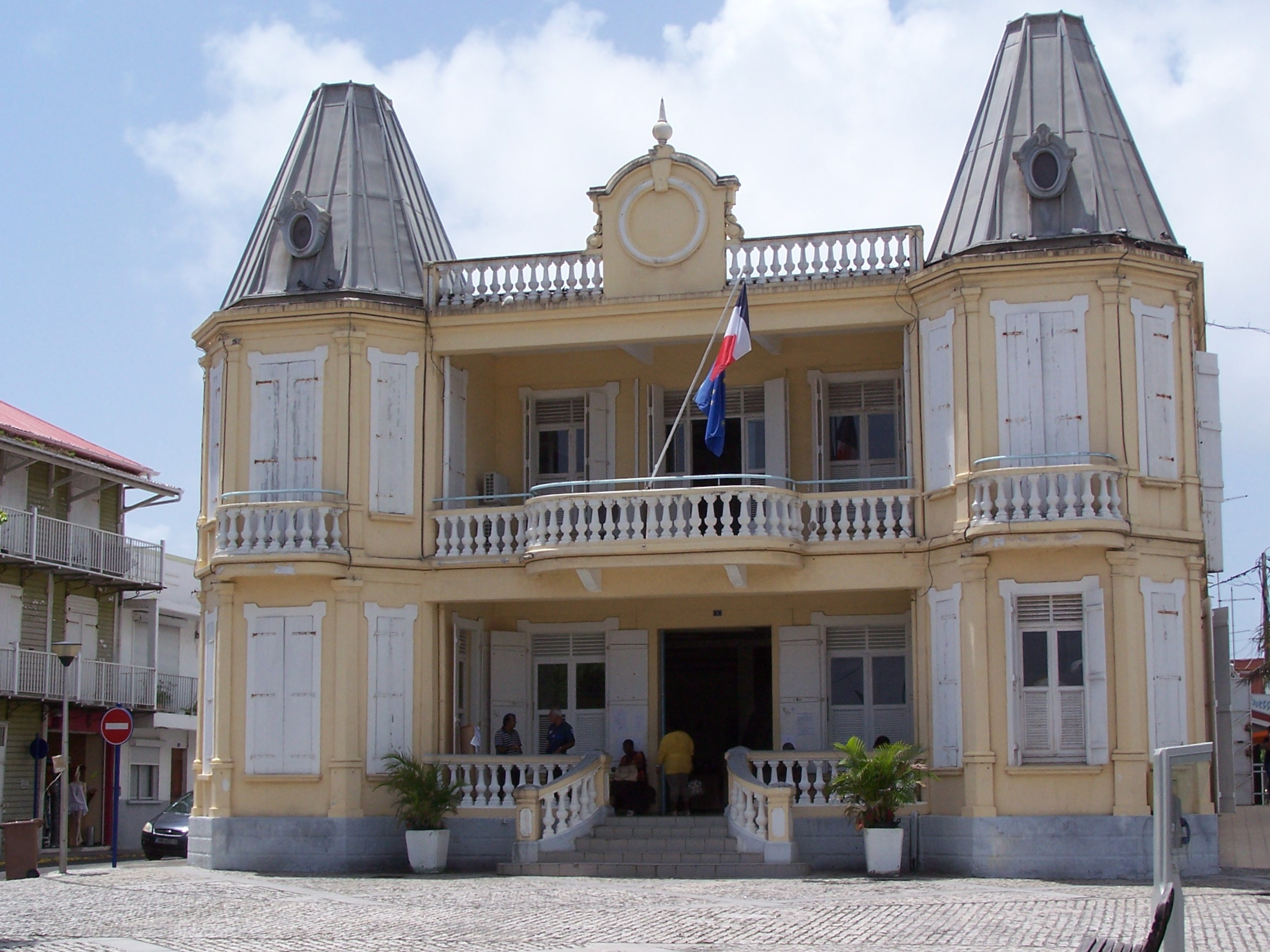
Rathaus Le Moule
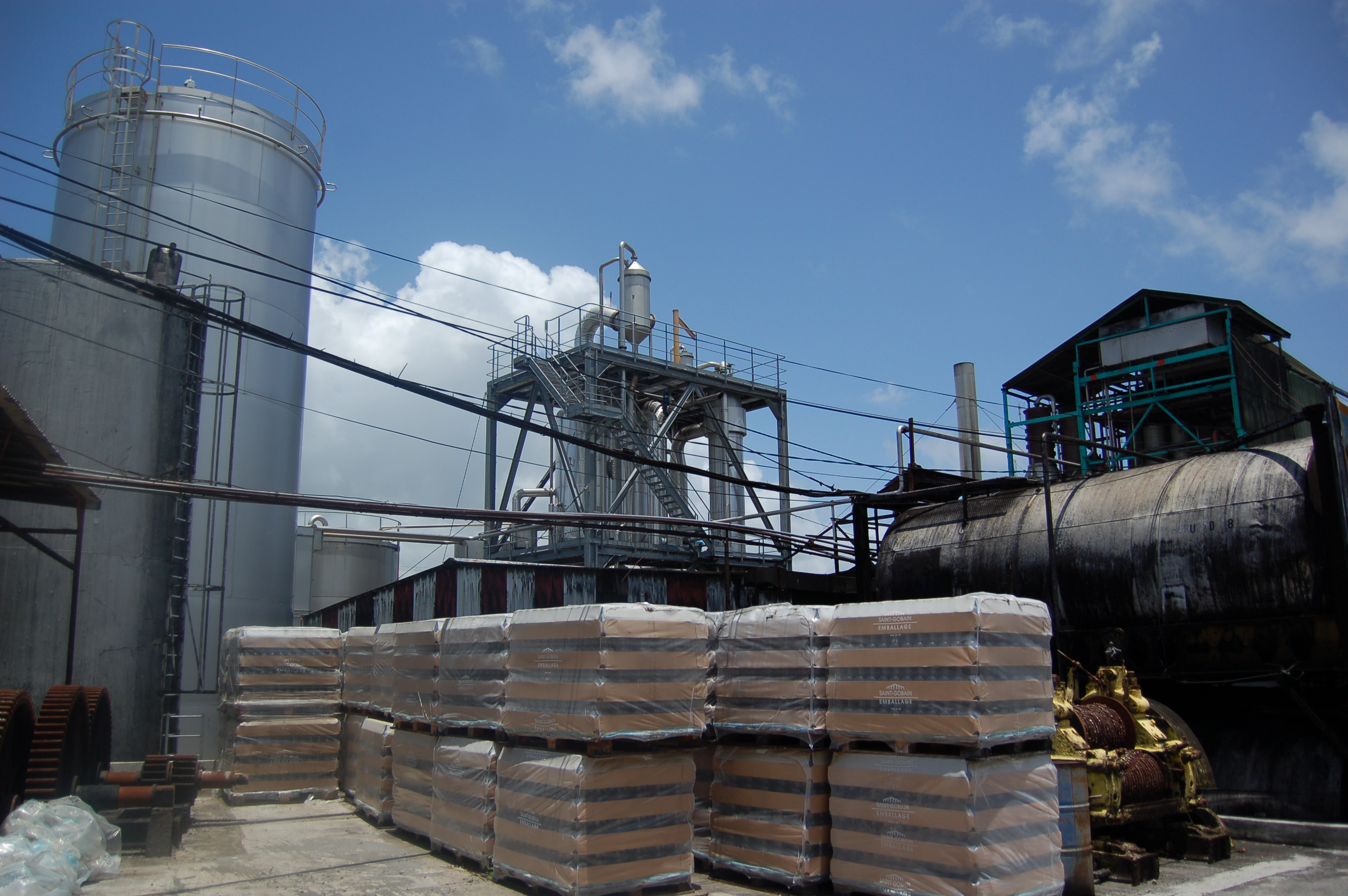
Destillerie Damoiseau
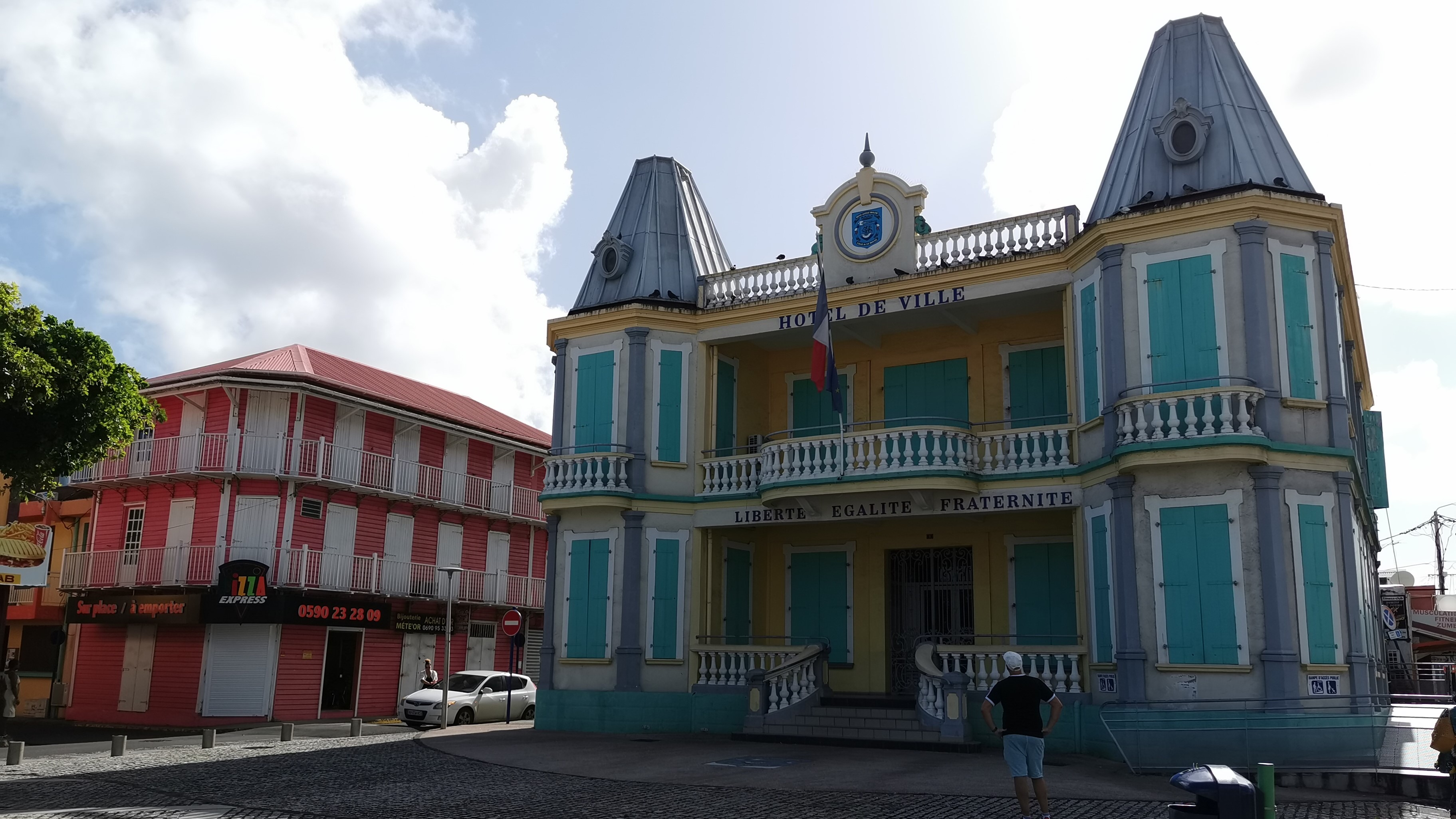
Rathaus Le Moule (Feb. 2020)